# 442P/Макнота
442P/McNaught — одна з короткоперіодичних комет родини Юпітера. Відкрита 29 серпня 2011 року Робертом Макнотом. На момент відкриття мала зоряну величину 18,5m.